# Crash Bandicoot 2: N-Tranced
Crash Bandicoot 2: N-Tranced est un jeu vidéo de plates-formes, développé par Vicarious Visions et édité par Vivendi Games, sorti sur Game Boy Advance le 7 janvier 2003 aux États-Unis. Il s’agit du second jeu de la série Crash Bandicoot à paraître sur console portable.

## Synopsis
Alors que Crash, Coco, Crunch et Aku Aku prennent du bon temps, Uka Uka et le Docteur N. Tropy amènent une nouvelle recrue : N. Trance, le maitre de l'hypnose. N. Tropy, grâce à un système de téléportation vortex, capture Coco, Crunch et Faux Crash. Avec l'aide de Aku Aku, Crash Bandicoot devra retrouver ses amis, les délivrer et vaincre Uka Uka, N. Tropy et N. Trance.

## Personnages
Jouable :
- Crash Bandicoot
- Coco Bandicoot (Après avoir été battu par Crash)
- Crunch Bandicoot (Après avoir été battu par Crash)

Ennemis :
- N. Trance
- N. Tropy
- Uka Uka

Alliés :
- Aku Aku
- Faux Crash (Après avoir été battu par Crash)

## Accueil
- Jeux vidéo Magazine : 16/20[3]
- Jeuxvideo.com : 15/20[4]